# Stanisława Nadstawek
Stanisława Nadstawek (ur. 24 grudnia 1923 w Pępowie, zm. 16 stycznia 1945 w Warszawie) – podporucznik Ludowego Wojska Polskiego.

## Życiorys

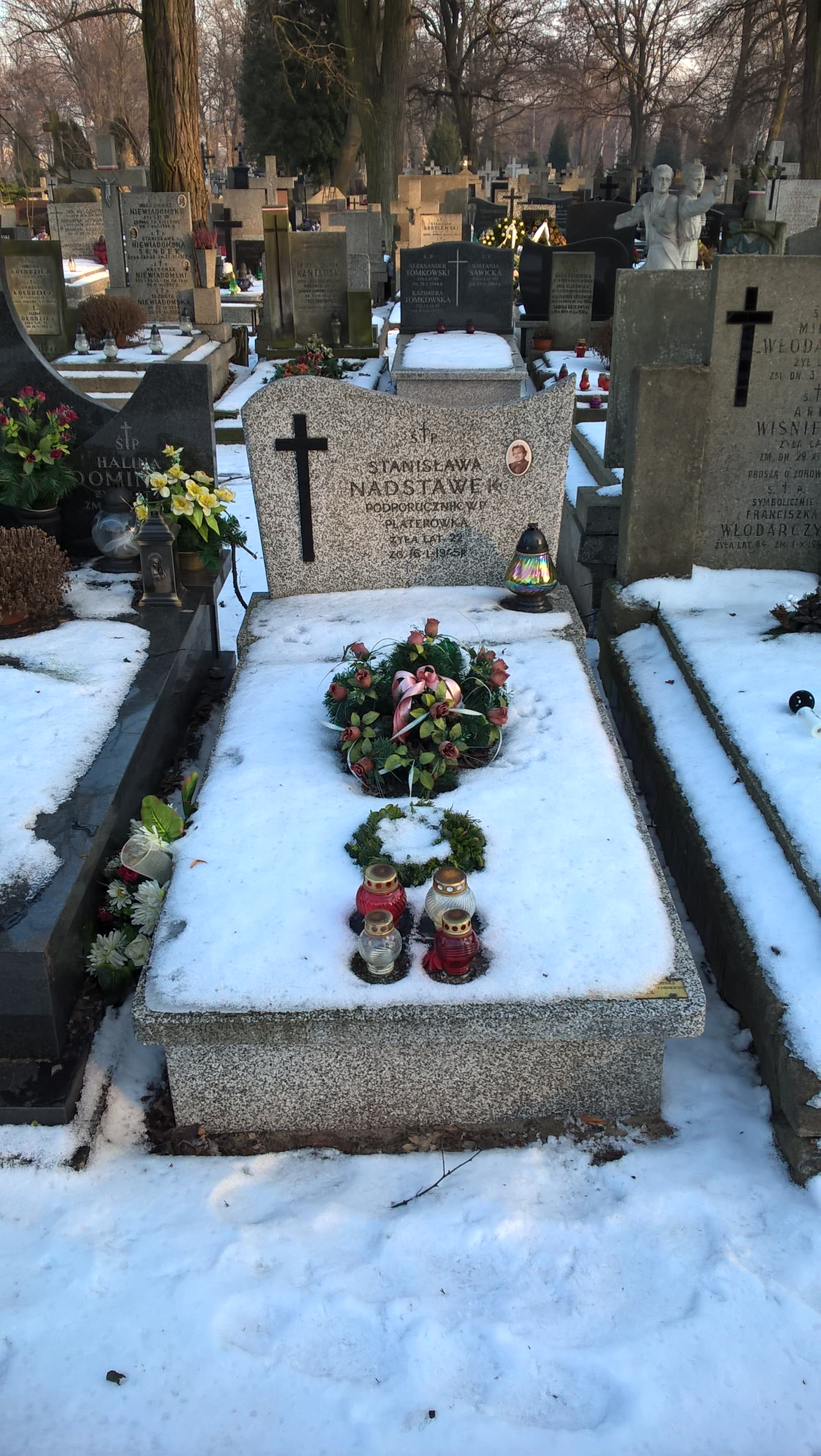
Grób Stanisławy Nadstawek na cmentarzu Bródnowskim w Warszawie

Urodziła się w rodzinie Franciszka i Agnieszki Nadstawków, jej ojca aresztowano we wrześniu 1939 i osadzono w Ostaszkowie. W kwietniu 1940 rodzina została przymusowo wysiedlona do Kazachstanu. W czerwcu 1943 Stanisława Nadstawek zgłosiła się na ochotnika do 1 Dywizji Piechoty im. Tadeusza Kościuszki, skierowano ją do szkoły wojskowej w Riazaniu, którą ukończyła w lutym 1944 otrzymując stopień chorążego. Powróciła do macierzystej dywizji i została dowódcą batalionu fizylierów. W sierpniu 1944 awansowała do stopnia podporucznika. Zginęła podczas ostrzału warszawskiej Pragi 16 stycznia 1945, pochowana na cmentarzu Bródnowskim (kw. 28B-VI-7).
Pośmiertnie została odznaczona Krzyżem Walecznych (1946), jest patronką ulicy a w latach 1972–2004 była patronką szkoły w rodzinnym Pępowie.